# Johan Makeléer
Johan Makeléer, född 1639, död 1696, var en svensk borgmästare.

## Biografi
Johan Makeléer föddes 1639. Han var son till köpmannen Hans Macklier och Anna Gubbertz. Makeléer blev 20 februari 1676 justitiepresident i Göteborg och 1695 justitieborgmästare i staden. Han avled 1696 och begravdes 10 januari 1697 i Göteborg.

### Familj
Makeléer var gift med Anna Margareta Gordon, dotter till översten Johan Gordon och Anna Thomson. De fick tillsammans barnen Anna Hedvig Makeléer (1668–1753) som var gift med amiralen Jakob de Prou, kaptenen Johan Jakob Makeléer (1670–1711) vid överste Mepter Makeléers regemente, Catharina Lovisa Makeléer (1671–1754), kaptenen Gustaf Adolf Makeléer (1675–1706), kaptenen Carl Leonrad Makeléer (1676–1747), David Makeléer (1677–1677), Charlotta Vilhelmina Makeléer (1678–1739), Peter Makeléer (född 1679) och ytterligare två barn.